# Ihor Driżczany
Ihor Wasylowycz Driżczany (ukr. Ігор Васильович Дріжчаний, ur. 19 października 1961 w Kijowie) – ukraiński funkcjonariusz organów bezpieczeństwa, Generał Armii Ukrainy, szef Służby Bezpieczeństwa Ukrainy (2005–2006).